# Bàscara (kommun)
Bàscara är en kommun i Spanien.   Den ligger i provinsen Província de Girona och regionen Katalonien, i den östra delen av landet, 600 km öster om huvudstaden Madrid. Antalet invånare är 968. Arean är 17,5 kvadratkilometer. Bàscara gränsar till Pontós, Garrigàs, Vilaür, Saus, Camallera i Llampaies, Viladasens och Vilademuls. 
Terrängen i Bàscara är platt.